# Stictoptera melanistana
Stictoptera melanistana är en fjärilsart som beskrevs av Embrik Strand 1917. Stictoptera melanistana ingår i släktet Stictoptera och familjen nattflyn. Inga underarter finns listade i Catalogue of Life.